# Albana (druif)

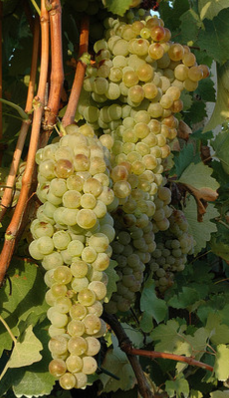
Trossen nog aan de stokken

Albana is een oude witte druivensoort afkomstig uit Emilia-Romagna in Italië.

## Geschiedenis
Deze druif werd voor het eerst beschreven door de Italiaan Pietro de Crecenzi in 1305 als 'een witte druif die krachtige wijn produceert'. De naam komt oorspronkelijk van de Coli Albani, vulkanische heuvels in Lazio ten zuiden van Rome. DNA-onderzoek heeft uitgewezen dat een van de ouders de Garganega druif is.

## Kenmerken
Deze druif heeft weliswaar weinig geur, maar de dunne schil maakt het een goed voorbeeld dat als men de druiven wat laat indrogen er prima zoete wijn van gemaakt kan worden. Hoge kwaliteit zelfs, waardoor de Albana di Romagna (zie synoniemen) het hoogste Italiaanse predicaat heeft gekregen, namelijk de status van DOCG.

## Gebieden
De totale oppervlakte waarmee deze variëteit is beplant is 2.800 hectare. Deze druif komt voornamelijk voor in Emilia-Romagna in het noorden, maar ook in La Spezia in Ligurië en Mantova in Lombardije. Maar de aandacht voor deze druif neemt af en dat heeft ertoe geleid dat de stad Imola in de provincie Bologna een programma heeft gestart om oude inheemse Italiaanse druivensoorten te behouden en de Albana is daar dus een van. De beste Albana komt voor uit de zône met rode klei van de heuvels tussen Faenza en de rivier Ronco in Emilia-Romagna. De Riminèse, de Corsicaanse variëteit is bijna van dat Franse eiland verdwenen.

## Synoniemen[1]
- Albana a Grappo Longo
- Albana a Grappolo Fitto
- Albana a Grappolo Lungo
- Albana a Grappolo Rado o Gentile
- Albana Bijela
- Albana dell'Istria
- Albana della Forcella
- Albana di Bertinoro
- Albana di Bologna

- Albana di Forli
- Albana di Gatteo
- Albana di Lugo
- Albana di Montiano
- Albana di Pesaro
- Albana di Romagna
- Albana di Terra del Sole
- Albana Gentile
- Albana Gentile di Faenza

- Albana Gentile di Ravenna
- Albana Grossa
- Albano
- Albanone
- Albuelis
- Biancame Sinalunga
- Forcella
- Forcellata

- Forcellina
- Forcelluta
- Raccia Pollone
- Ribona
- Riminèse
- Sforcella